# Iranecio
Iranecio es un género de plantas herbáceas perteneciente a la familia de las asteráceas. Comprende 19 especies descritas y de estas, solo 13 aceptadas.

## Taxonomía
El género fue descrito por Rune Bertil Nordenstam y publicado en Flora Iranica 164: 53. 1989.

## Algunas especies aceptadas
A continuación se brinda un listado de las especies del género Iranecio aceptadas hasta julio de 2012, ordenadas alfabéticamente. Para cada una se indica el nombre binomial seguido del autor, abreviado según las convenciones y usos.
- Iranecio bulghardaghensis (Soldano) D.Heller
- Iranecio cariensis (Boiss.) C.Jeffrey
- Iranecio davisii (Matthews) C.Jeffrey
- Iranecio eriospermus (DC.) C.Jeffrey
- Iranecio hypochionaeus (Boiss.) C.Jeffrey
- Iranecio jurineifolius (Boiss. & Balansa) C.Jeffrey
- Iranecio kubensis (Grossh.) C.Jeffrey
- Iranecio lazicus (Boiss. & Balansa) C.Jeffrey
- Iranecio lipskyi (Lomak.) C.Jeffrey
- Iranecio lorentii (Hochst.) C.Jeffrey
- Iranecio massagetovii (Schischk.) C.Jeffrey
- Iranecio pandurifolius (K.Koch) C.Jeffrey
- Iranecio taraxacifolius (M.Bieb.) C.Jeffrey